# Fa maggiore

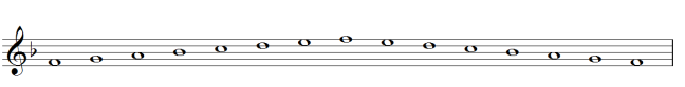
Per la scala musicale del fa maggiore (parte ascendente), si hanno: fa, sol, la, sib,do,re, mi, fa.

La tonalità di Fa maggiore (F major, F-Dur) è incentrata sulla nota tonica Fa. Può essere abbreviata in FaM oppure in F secondo il sistema anglosassone.

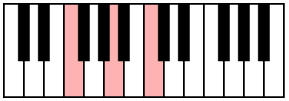
L'accordo di fa maggiore (triade) è composto da Fa-La-Do.

L'armatura di chiave è la seguente (un bemolle):
```

Alterazioni
 (una sola): 
si♭.
```

Questa rappresentazione sul pentagramma coincide con quella della tonalità relativa re minore.
In Fa maggiore possono spesso essere intonati strumenti a fiato come il flauto dolce.